# Nycteola revayana
Nycteola revayana é uma espécie de insetos lepidópteros, mais especificamente de traças, pertencente à família Nolidae.
A autoridade científica da espécie é Giovanni Antonio Scopoli, tendo sido descrita no ano de 1772.
Trata-se de uma espécie presente no território português.